# Baronía Rosendal

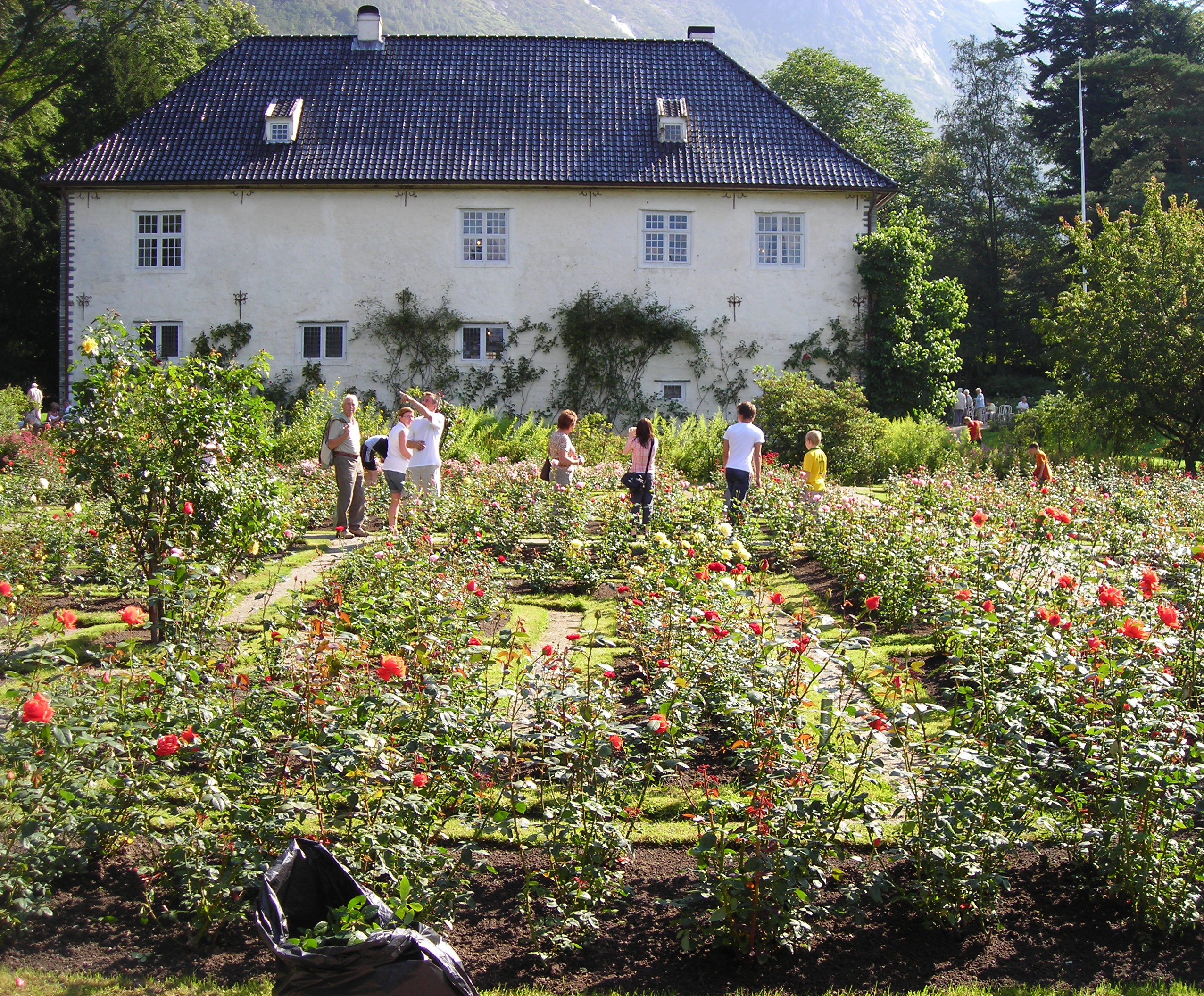
La baronía Rosendal, con el jardín de rosas en primer plano.

La baronía Rosendal es un pequeño palacio en la localidad del mismo nombre, dentro del término municipal de Kvinherad, en Noruega. 
Fue la única baronía del país, título otorgado por el rey Cristián V en 1678. El palacio, concluido en 1665, durante la unión con Dinamarca, esboza un estilo barroco y es una de los escasas expresiones de esa arquitectura en Noruega. Actualmente la baronía y sus terrenos son un museo perteneciente a la Universidad de Oslo.